# I primi casi di Poirot
I primi casi di Poirot (titolo orig. Poirot's Early Cases) sono una collezione di racconti aventi per protagonista Hercule Poirot, pubblicata nel 1974. Scritti da Agatha Christie, i primi 13 furono pubblicati su periodici nel 1923 e gli ultimi 5 tra il 1928 e il 1936, dove vediamo l'investigatore belga agli esordi della propria carriera in Gran Bretagna, prima che divenisse una celebrità.

## Sommario
I racconti contenuti sono i seguenti:

### Il ballo della Vittoria
In questo racconto, Poirot aiuta Scotland Yard a trovare il colpevole di due omicidi avvenuti durante una festa in costume nota come il Ballo della Vittoria. Fra i partecipanti vi sono il Visconte Cronshaw e la sua fidanzata Miss Courtenay, travestiti da Arlecchino e Colombina; e i coniugi Davidson, nel ruolo di Pierrot e Pierette. Durante la serata Cronshaw e la signorina Courtenay hanno un diverbio, e la donna chiede a Chris Davidson di riportarla a casa, a Chelsea. Dopo che i due si sono allontanati, un'amica del Visconte lo vede mentre guarda la pista da ballo da una balconata, e lo invita a scendere. Poco dopo però Cronshaw viene trovato nella sala da pranzo, pugnalato al cuore con un coltello da tavola: il suo corpo appare stranamente rigido. Anche Miss Courtenay viene trovata morta nel suo letto a causa di un'overdose di cocaina. Poirot inizia a indagare, e scopre l'avversione di Cronshaw per le droghe. L'investigatore riunisce le persone coinvolte, e rivela di aver scoperto che sotto l'abito di Pierrot del Signor Davidson si cela un secondo abito, raffigurante Arlecchino. Davidson balza in piedi e maledicendo Poirot, ma viene prontamente arrestato da Japp. Viene spiegato come la profonda coltellata potesse essere stata inflitta solamente da un uomo. La rigidità del corpo era dovuta al fatto che la vittima era morta da tempo, quindi l'Arlecchino apparso sulla balconata non poteva essere lui. Davidson aveva ucciso Cronshaw anzitempo, e aveva nascosto il corpo in una nicchia, poi aveva portato a casa Courtenay dove le aveva somministrato un'overdose di droga. Il movente appare chiaro, Davidson era colui che procurava la droga alla signorina Courtenay e non voleva essere denunciato dal Visconte. 

### L'avventura della cuoca di Clapham
All'inizio della storia, Poirot fatica a trovare un caso interessante su cui lavorare. Hastings, per aiutarlo, legge le notizie sul giornale: un impiegato di banca (il signor Davis) è scomparso con cinquantamila sterline in titoli bancari. I due vengono interrotti dall'arrivo di una certa signora Todd, che chiede all'investigatore di indagare sulla sua cuoca scomparsa. La cuoca, di nome Eliza Dunn, aveva lasciato il lavoro e la casa dei Todd a Clapham da due giorni senza dare alcuna comunicazione, facendo ritirare un baule contenente i suoi effetti personali. La signora Todd vive con suo marito ed un inquilino pagante, il signor Simpson, impiegato nella stessa banca in cui lavorava il signor Davis. Poirot rimane colpito dalla coincidenza, ma non riesce trovare un nesso tra i due casi. L'investigatore inserisce degli annunci sui giornali per trovare Eliza, che pochi giorni dopo si presenta nel suo ufficio. La cuoca racconta di essere stata avvicinata da un uomo, che le aveva rivelato la presenza di un'eredità comprendente una casa e una discreta somma di denaro. Per entrare in possesso dell'eredita però avrebbe dovuto lasciare il lavoro di domestica. Eliza aveva deciso di andarsene subito e un paio di giorni dopo aveva ricevuto le sue cose da Clapham, avvolte in pacchi di carta e non nel suo vecchio baule. Poirot si precipita di nuovo a Clapham con Hastings, e lungo la strada rivela di aver risolto il caso. Simpson era venuto a conoscenza dell'intenzione del Davis di rubare i titoli e perciò lo aveva ucciso, occultando il cadavere nel baule di Eliza, dopo averla fatta allontanare con la scusa dell'eredità. Arrivato a Clapham, l'investigatore scopre che Simpson sta per fuggire negli Stati Uniti, e grazie all'aiuto dell'ispettore e di Hastings riesce ad assicurarlo alla giustizia. Il corpo di Davis viene ritrovato nel baule alla stazione di Glasgow.

### Accadde in Cornovaglia
Il racconto è ambientato in Cornovaglia, dove Poirot si reca per incontrare Mrs Pengelley, la quale sospetta che suo marito voglia avvelenarla perché si è innamorato della sua assistente. La donna non ha alcuna prova, ma è convinta di star male solo quando suo marito è a casa, e afferma di aver trovato una bottiglia di diserbante inutilizzata, mezza vuota. Nella casa dei Pengelley viveva fino alla settimana precedente anche la nipote, Freda Stanton, che si era allontanata dopo aver litigato con la zia. La signora Pengelley è vaga sulla causa della discussione, ma afferma di essere stata consolata da un certo Radnor, che viene descritto come un "giovanotto molto piacevole". All'arrivo in Cornovaglia Poirot e Hastings scoprono che la signora Pengelley è morta. Poirot intervista il marito della donna, che rimane sorpreso nell'apprendere che sua moglie abbia consultato un detective. I due amici incontrano poi Freda e Radnor e scoprono che sono fidanzati, e che la signora Pengelley si era infatuata del giovane Radnor, causando l'allontanamento di Freda. Intanto il corpo della signora Pengelley viene riesumato, e in esso vengono trovate tracce di arsenico. Il dentista viene arrestato e accusato di omicidio. Poirot invita Radnor nel suo appartamento dove gli mostra una confessione scritta che l'uomo deve firmare. Radnor aveva in programma di sbarazzarsi dei Pengelley in modo tale che Freda ereditasse i loro soldi. Grazie alle lusinghe del giovane, la signora Pengelley si innamorò di lui, convincendosi che suo marito voleva avvelenarla. Poirot gli offre ventiquattro ore di vantaggio se firma la confessione prima di consegnarlo alla polizia. Radnor firma e si precipita fuori. Poirot confessa a Hastings di non avere alcuna prova sulla colpevolezza di Radnor a parte quella confessione scritta. È sicuro che Scotland Yard raggiungerà Radnor per arrestarlo.

### A mezzanotte in punto
In questo racconto, un signorotto di campagna, chiama Poirot per aiutarlo a fronteggiare il rapimento del figlio. La famiglia riceve delle lettere anonime che minacciano di portare via il bambino a meno che non siano pagate venticinquemila sterline. La polizia non mostra interesse per il caso, finché non giunge in cui si afferma che il bambino verrà rapito alle dodici del giorno successivo. Quel giorno, la signora Waverly viene lievemente avvelenata e sul cuscino del signor Waverly viene lasciato un biglietto minatorio. Preoccupato del fatto che i domestici possano essere coinvolti, il signor Waverly licenzia tutto il personale tranne il fidato maggiordomo Tredwell, e la segretaria di sua moglie. All'ora stabilita, Waverly, suo figlio e l'ispettore McNeil si riuniscono in una stanza chiusa a chiave, mentre la polizia circonda gli ingressi della casa. A mezzanotte gli agenti fermano un vagabondo che si avvicina furtivamente alla casa. L'uomo viene trovato in possesso di cotone, cloroformio e un biglietto sul rapimento. Waverly e l'ispettore si precipitano fuori per vedere cosa sta succedendo, ma nel mentre il bambino viene portato via da un'auto attraverso un cancello ormai non sorvegliato. Sentono l'orologio del villaggio suonare le dodici e si rendono conto che l'orologio della casa è stato portato avanti di dieci minuti. Il vagabondo afferma di essere stato ingaggiato da Tredwell ma il maggiordomo ha un alibi: era in casa con il signor Waverly. Poirot esamina la casa e scopre la presenza di un passaggio segreto, e dopo aver interrogato la servitù, rivela di aver scoperto che Waverly ha rapito suo figlio per ottenere denaro dalla sua ricca ma parsimoniosa moglie.

### Doppio indizio
Poirot è chiamato da Marcus Hardman, un collezionista di oggetti preziosi, per indagare su un furto di gioielli, avvenuto mentre teneva una piccola festa a casa sua. Il gentiluomo aveva mostrato ai suoi ospiti la collezione di gioielli medievali contenuta nella sua cassaforte, che successivamente era stata trovata aperta e vuota. I sospettati sono quattro fra gli ospiti: il milionario sudafricano Mr Johnston; la contessa russa Vera Rossakoff; il giovane Bernard Parker; e Lady Runcorn, una nobile signora di mezza età. Poirot esamina la scena del crimine e trova un guanto maschile e un portasigarette con le iniziali "BP". I sospetti si concentrano su Bernard Parker, che pur ammettendo di essere proprietario dei guanti, non riconosce il portasigarette. Poirot riceve una visita dalla contessa Rossakoff indignata dal fatto che l'investigatore stia indagando su Parker. Poirot sospetta che la donna non sia chi dice di essere, e passa la notte seguente a studiare la grammatica russa. Il giorno dopo Poirot e Hastings visitano la contessa, che alla richiesta dell'investigatore di restituire i gioielli, acconsente tranquillamente. Poirot rivela a Hastings che il doppio indizio del guanto e del portasigarette lo aveva subito reso sospettoso. Solo una delle tracce poteva essere autentica, mentre l'altra doveva essere un errore. Dato che il portasigarette non era di Parker, quello doveva essere il vero indizio. L'oggetto apparteneva alla contessa le cui iniziali - VR - scritte in alfabeto cirillico diventano ВР.

### Il re di fiori
Questo è uno dei pochi casi (come Assassinio sull'Orient Express) in cui Poirot consente a un colpevole di omicidio di evitare la pena. 
La famiglia Oglander sta giocando a bridge quando le finestre si spalancano e una donna entra barcollando, con il vestito macchiato di sangue. La famiglia chiama la polizia, che dopo aver ispezionato la villa accanto, trova il cadavere di Henry Reedburn, un impresario teatrale, morto a causa di una ferita alla testa. La donna viene identificata come la famosa ballerina Valerie Saintclair. L'investigatore riceve una visita dal principe Paul di Maurania, fidanzato della ballerina, che racconta di come Reedburn fosse innamorato di Valerie, senza essere contraccambiato. Poirot e Hastings visitano il luogo dove è avvenuto il crimine, la biblioteca dell'impresario, e poi proseguono verso la casa degli Oglander. Nel salotto, il tavolo con le carte è stato lasciato come la sera precedente. La signorina Saintclair è ancora in casa, e racconta ai due investigatori che Reedburn la ricattava, e che aveva deciso di recarsi a casa sua per dissuaderlo, finché da dietro le tende era spuntato un uomo che lo aveva aggredito e ucciso. La donna era quindi fuggita nella casa degli Oglander. Tornando nel salotto Poirot nota che nel tavolo manca il re dei fiori. L'investigatore capisce che il bridge è solo un alibi per la famiglia, che ha lasciato per errore una carta nella scatola. Valerie è la figlia degli Oglander, ripudiata tempo prima. La giovane aveva deciso di chiedere aiuto alla sua famiglia nel momento del bisogno. Suo fratello aveva acconsentito ad accompagnarla da Reedburn per convincerlo a cessare i ricatti, ma aveva finito per ucciderlo. Poirot conferma la storia del vagabondo e la giovane è libera di sposare il principe Paul.

### L'eredità dei Lemesurier
Il racconto L'eredità dei Lemesurier è l'unico da cui non sia stato tratto un telefilm.
Poirot e Hastings incontrano il capitano Vincent Lemesurier e suo zio Hugo. Il padre di Vincent è caduto da cavallo e sta per morire. La signora Lemesurier teme per la vita del figlio primogenito; infatti una maledizione minaccia la famiglia dal Medioevo: nessun figlio primogenito ha mai ereditato la tenuta di famiglia. Il giorno dopo, Poirot e Hastings apprendono che Vincent è morto suicida a causa di un esaurimento nervoso. Nel giro di pochi anni tutti gli eredi della tenuta muoiono per svariati motivi ed Hugo eredita la proprietà di famiglia. Poirot riceve una visita dalla moglie di Hugo. La donna appare preoccupata per il suo primogenito Ronald, sfuggito alla morte già diverse volte. Hugo muore per una malattia incurabile e successivamente anche il giovane Ronald si trova in punto di morte a causa della puntura di un'ape. Mentre Poirot e Hastings vegliano nella stanza di Ronald, una figura si insinua nella camera e tenta di avvelenare il ragazzo. Si tratta di Hugo che, diventato pazzo, si è reso responsabile anche delle morti precedenti. Hugo viene messo in un manicomio e la maledizione viene infranta.

### La miniera perduta
In questo racconto, Poirot racconta ad Hastings la storia delle antiche miniere di argento lavorate dai cinesi nel XV secolo, delle quali si sarebbe persa ogni traccia, se non fosse per i documenti in possesso di famiglia cinese. Wu Ling aveva accettato di vendere i documenti a un certo signor Pearson, ma era stato trovato morto nel Tamigi. Poirot interroga le persone che hanno viaggiato verso l'Inghilterra con la vittima. Uno di loro, l'impiegato di banca Charles Lester, aveva chiamato Wu Ling nel suo albergo la mattina della scomparsa. Il signor Lester racconta di essere stato convinto dallo stesso Wu Ling a chiamarlo a quell'ora. In seguito, un servitore del cinese si era presentato da lui chiedendogli di seguirlo, per incontrare Wu Ling. Sul taxi per Limehouse, Lester iniziò a innervosirsi e decise di scendere prima che raggiungessero la destinazione. Tuttavia, Wu Ling non aveva un servitore. E il tassista giura di aver portato entrambi gli uomini a destinazione e di aver visto uscire l'impiegato poco dopo. Lester viene arrestato ma i documenti non vengono trovati. Pearson e Poirot vanno a Limehouse per indagare, ed origliano una conversazione tra alcuni commercianti di oppio cinesi sulla morte di Wu Ling. Poirot capisce che è Pearson ad avere i documenti. Aveva incontrato Wu Ling a Southampton per poi portarlo a Limehouse, dove lo aveva ucciso, provando a far ricadere le colpe sul giovane. Uno dei commercianti di oppio era stato poi pagato per impersonare Wu Ling. L'insistenza di Pearson nel portare Poirot a Limehouse per distogliere i sospetti aveva sortito l'effetto opposto. 

### L'espresso per Plymouth
Il racconto L'espresso per Plymouth verrà successivamente ripreso e rielaborato dalla scrittrice, che nel 1928 lo pubblicherà come romanzo col titolo de Il mistero del treno azzurro.
Sull'espresso per Plymouth viene trovato il cadavere della signora Flossie Carrington, figlia di un ricco magnate, che chiede a Poirot di occuparsi del caso. Prima del suo matrimonio la donna aveva una relazione con un avventuriero chiamato Conte de la Rochefour, ma in seguito aveva sposato Rupert Carrington, giocatore d'azzardo pieno di debiti. I due coniugi stavano per separarsi, ma vista la morte della donna, il marito avrebbe ereditato tutto. Flossie si stava recando a una festa nella West Country, portando con sé gioielli di grande valore. Insieme a lei viaggiava la cameriera Mason. La donna di servizio rivela di aver ricevuto l'ordine di aspettare qualche ora alla stazione di Bristol, per poi tornare a Plymouth il giorno seguente. La signora Carrington era stata sedata e poi pugnalata e derubata dei gioielli. L'arma del delitto viene trovata nella prima fermata dopo Bristol sulla linea di Plymouth e un venditore di giornali afferma di aver parlato con la signora Carrington dopo Bristol. I maggiori sospettati, Rupert Carrington e il Conte de la Rochefour, hanno alibi di ferro. Uno dei gioielli viene trovato in possesso del noto ladro Red Narky, compagno della ladra Gracie Kidd. Poirot e Hastings rovistando nel bagagliaio di Mason e trovano vestiti simili a quelli della signora Carrington e capiscono che in realtà lei è Gracie Kidd. La cameriera e il suo complice avevano ucciso la signora Carrington prima di Bristol. La ladra si era poi travestita e aveva attirato l'attenzione del ragazzo dei giornali per procurarsi un alibi.

### La scatola di cioccolatini
Hastings è convinto che Poirot non abbia mai fallito nella sua carriera. Poirot racconta l'unica occasione in cui non è riuscito a risolvere un crimine, anni prima quando era un detective della polizia a Bruxelles. Paul Déroulard, un deputato francese era morto per insufficienza cardiaca. Déroulard era un anti-cattolico e viveva nella casa di Bruxelles ereditata dalla sua defunta moglie. Virginie Mesnard, cugina della defunta moglie, chiede a Poirot di indagare. Sospettando un avvelenamento, il detective interroga i domestici sulla cena, ma scopre che veniva servita su piatti di portata comuni. Nello studio Poirot trova una scatola di cioccolatini aperta ma intatta, e viene a sapere che il deputato amava mangiarli dopo cena. Poirot nota anche che il colore del coperchio non corrisponde alla scatola. Il detective poi va a trovare il farmacista locale che prepara il collirio per la cataratta dell'anziana madre di Déroulard. I sospetti di Poirot si concentrano quindi sugli ospiti della cena, il francese M. de Saint Alard, e l'inglese John Wilson. Dopo essere penetrato in casa di Alard, scopre una bottiglia di pillole vuota, e pensa di aver risolto il caso. Ma l'anziana Madame Déroulard convoca Poirot e confessa l'omicidio di suo figlio. La donna aveva visto suo figlio che spingeva sua moglie dalle scale e capì che era un uomo malvagio. Aveva rubato le compresse per il cuore a John Wilson, e le aveva messe nella cioccolata, poi aveva messo la bottiglia vuota nella tasca di M. de Saint Alard. Poirot le disse che aveva completato le sue indagini e che la questione era chiusa. La signora Déroulard morì una settimana dopo a causa dei suoi problemi di salute. 

### I piani del sottomarino
I piani del sottomarino servirà da base per una successiva avventura di Poirot, inclusa nel libro Quattro casi per Hercule Poirot, col titolo de Il furto incredibile.
Poirot viene chiamato con urgenza da Lord Alloway, ministro della Difesa e candidato primo ministro. L'investigatore giunge nella casa del nobiluomo insieme ad Hastings, e qui fa la conoscenza dell'ammiraglio Harry Weardale, accompagnato da sua moglie e suo figlio. Poirot viene a sapere che alcuni progetti segreti per un nuovo tipo di sottomarino sono stati rubati dalla casa. Lord Alloway, su richiesta dell'ammiraglio, aveva ordinato al suo segretario, il signor Fitzroy, di prelevare dalla cassaforte i documenti e riporli sul tavolo dello studio. Nel mentre i due gentiluomini si erano intrattenuti sul terrazzo, dove l'ammiraglio aveva scorto un'ombra allontanarsi dalla finestra. Rientrando nello studio, i due uomini avevano scoperto che i piani erano stati rubati. Poirot esamina l'erba fuori dalla finestra dello studio e non trova traccia di impronte, per cui ritiene che il responsabile sia ancora nella casa. Il principale sospettato è Mrs Conroy, misteriosa ospite della casa, nota negli ambienti diplomatici. Ma inaspettatamente, Lady Weardale chiede a Poirot di abbandonare le ricerche, in cambio della restituzione dei piani. Hastings sospetta che Lady Weardale, sia stata spinta a rubare i piani per appianare i suoi debiti ma, dal momento la storia dell'ombra si era rivelata una montatura, Poirot crede che il colpevole possa essere Fitzroy, o lo stesso Lord Alloway. L'investigatore rivela che Lord Alloway era già stato coinvolto in uno scandalo simile anni prima, anche se in seguito era stato scagionato. Il nobiluomo poteva aver ceduto a un ricatto da parte della signora Conroy consegnando le copie dei piani, per poi fingere il furto. Poirot pensa però che Lord Alloway abbia manomesso i piani in modo da renderli inutili. Il giorno in cui Lord Alloway diviene Primo Ministro, Poirot riceve un assegno e una fotografia dedicata a un "amico discreto". Poirot verrà poi a sapere che una potenza straniera aveva tentato di costruire la propria versione del sottomarino, non riuscendovi.

### L'appartamento al terzo piano
Quattro giovani si recano a casa di Patricia Garnett dopo una serata. La donna non riesce a trovare la chiave del suo appartamento, perciò i due ragazzi, Donovan e Jimmy, salgono sull'ascensore per il carbone per cercare di aprire la porta dall'interno. Una volta in casa, Donovan cerca di accendere la luce ma non ci riesce, quindi Jimmy si dirige in un'altra stanza e la accende. I giovani si rendono conto di non essere nell'appartamento di Patricia, ma in quello della vicina Ernestine Grant. I due lasciano l'appartamento e si dirigono al piano superiore dove aprono la porta a Pat e Mildred. Donovan si accorge di avere le mani sporche di sangue, quindi i ragazzi tornano nell'appartamento della vicina e dietro una tenda trovano il cadavere della signora Grant. Raggiunte le ragazze sul pianerottolo, discutono della faccenda, ma vengono interrotti da Hercule Poirot che abita al quinto piano. Ispezionato l'appartamento della vittima, Poirot si accorge che l'interruttore funziona di nuovo e che il sangue sulle mani di Donovan proviene da chiazza coperta da una tovaglia. Il corpo è stato spostato. Dopo i rilievi della polizia, appena giunta sul posto, il detective viene a sapere che la donna è morta da almeno cinque ore. Poirot ispeziona il cestino della cucina e trova una bottiglia; non potendo annusare a causa del raffreddore la porge a Donovan, che sviene. Poirot ha risolto il casoː la bottiglia era infatti un trucco per far sì che Donovan perdesse i sensi. Nelle tasche dell'uomo ritrova le chiavi dell'appartamento di Patricia e una lettera di un avvocato, che afferma che il matrimonio tra Donovan ed Ernestine, avvenuto otto anni prima, è ancora valido. Donovan voleva sposare Patricia, ma la sua ex moglie voleva impedirglielo. Per fermarla, l'uomo l'aveva uccisa prima di uscire con gli amici, per poi tornare a prendere la lettera.

### Peccato in doppia copia
Poirot è oberato di lavoro e Hastings lo accompagna in vacanza nel sud del Devon. Il quarto giorno, Poirot riceve un biglietto dall'agente teatrale Joseph Aarons che gli chiede di recarsi a Charlock Bay, perché ha bisogno di consultarlo su una questione. I due amici decidono di viaggiare in autobus, e fanno la conoscenza di Mary Durrant, che lavora nel negozio di antiquariato di sua zia. La giovane ragazza si sta recando a Charlock Bay per portare delle preziose miniature a un collezionista americano di nome di J. Baker Wood. L'autobus arriva a destinazione quando Miss Durrant si accorge che le miniature sono state rubate dalla sua valigia. Poirot e Hastings vanno a trovare Mr Wood, che spiega di aver ricevuto una visita da una signora anziana, alla quale ha pagato le miniature. Poirot sospetta che la zia di Mary si sia recata dall'acquirente sotto mentite spoglie, per truffarlo. 

### Il mistero di Market Basing
Poirot ,il suo aiutante Hastings e Japp, ispettore di Scotland Yard si stanno godendo una vacanza nella città di campagna di Market Basing. Durante la colazione della domenica, i tre vengono interrotti da un poliziotto locale che chiede l'aiuto di Japp. Walter Protheroe, il proprietario di una grande villa, viene trovato morto nella sua casa, forse per suicidio. I tre si recano nella villa dove incontrano il Dott. Giles chiamato dalla signorina Clegg, la governante. Entrarono in una camera e trovarono il cadavere del signor Protheroe, morto a causa di un colpo di pistola alla testa. L'arma si trova stretta nella mano destra della vittima. Già da una prima analisi però, sembra che il colpo non sia stato esploso dalla vittima. Japp infatti nota che la chiave della stanza non è nella serratura della porta e suppone che si tratti di una simulazione di suicidio. Nella casa soggiorna anche una coppia, i Parker. La signorina Clegg racconta che la loro visita inaspettata non fosse stata gradita dal signor Protheroe. Un gemello da polso del signor Parker viene trovato sulla scena del crimine e un testimone afferma di aver sentito Protheroe e Parker discutere nella notte dell'omicidio. Quando si scopre che signor Parker era venuto a conoscenza di alcuni segreti sul passato di Protheroe e per questo lo ricattava, l'uomo viene arrestato. Poirot convoca la signorina Clegg alla locanda. Il detective suppone che Protheroe si sia di fatto suicidato per paura dello scandalo dopo l'incontro tra i due e che la governante abbia inscenato l'omicidio per far incolpare Parker. Clegg ammette di aver trovato il cadavere la mattina e di aver pensato che il responsabile del suicidio fosse Parker. Per punirlo aveva cambiato la posizione della pistola e creato dei sospetti intorno a Parker. 

### Nido di vespe
Seduto sulla terrazza del giardino della sua grande casa, John Harrison riceve una visita inaspettata da Hercule Poirot. Il detective gli dice che sta indagando su un omicidio che non è stato ancora commesso, per far sì che non avvenga. Poirot si accorge della presenza in giardino di un nido di vespe e gli consiglia di rimuoverlo, ma John lo rassicura, riferendogli che se ne sarebbe occupato il suo amico Claude Langton la sera stessa. Claude avrebbe agito usando della benzina, non essendo favorevole al metodo con il cianuro di potassio, troppo rischioso a detta di John. Tuttavia Poirot appare sorpreso e riferisce a Harrison di aver visto sul registro del farmacista una richiesta di cianuro di potassio a nome di Claude Langton. Il detective rivela di sospettare che l'uomo voglia vendicarsi di Langton per avergli sottratto la fidanzata. Poirot si congeda dall'amico, dandosi appuntamento alle nove di sera quando Claude avrebbe dovuto rimuovere il nido. Tuttavia, all'orario stabilito Poirot vede uscire Claude dalla casa di Harrison e apprende che il nido di vespe non è stato rimosso e che i due erano rimasti a chiacchierare sulla terrazza. Raggiunto John, Poirot si sincera dello stato di salute dell'amico e gli rivela di avergli sottratto il cianuro dalla sua tasca e di averlo sostituito con della innocua soda. Successivamente gli rivelerà di aver intuito il piano di John: porre fine alla propria esistenza (essendo malato terminale) avvelenandosi con il cianuro e  far ricardere le colpe della sua morte su Claude Langton, il quale si era riavvicinato alla moglie di John. Poirot evitando il suicidio di John Harrison, ha evitato che Langton fosse impiccato per omicidio e quindi che venisse commesso un delitto.

### La dama velata
Poirot chiama Lady Millicent Castle-Vaughn presso il suo hotel londinese. Lady Millicent sta per sposarsi, ma uno spietato ricattatore chiamato Lavington la tiene in scacco con una lettera d'amore scritta da lei ad un altro uomo diversi anni prima. Lavington vuole ventimila sterline e Poirot cerca di recuperare la lettera. La donna afferma che il documento è tenuto nascosto in una scatola cinese che il ricattatore tiene in un luogo segreto. Poirot entra in contatto con Lavington, ma l'uomo si rifiuta di restituire la lettera. Il ricattatore poi parte per Parigi, dando a Lady Millicent un ultimatum per pagare. Poirot si reca a casa di Lavington il giorno dopo, vestito da operaio, con la scusa di dover montare delle serrature antifurto alla finestra. La notte stessa, il detective si introduce in casa attraverso una delle finestre manomesse, accompagnato da Hastings. Dopo una lunga ricerca, Poirot trova la scatola nascosta in un tronco scavato, in fondo a una piccola pila di legna in cucina. l giorno dopo, Lady Millicent ritira la lettera e insiste nel voler tenere il cofanetto come souvenir, ma Poirot le impedisce di prenderlo. Il detective rivela di aver scoperto un compartimento segreto della scatola contenente alcuni gioielli frutto di una rapina a Bond Street. L'ispettore Japp entra nella stanza e identifica la signora come "Gertie", complice di Lavington, il cui vero nome è Reed. Il finto ricattatore era stato ucciso nei Paesi Bassi pochi giorni prima dalla sua stessa banda di ladri. I membri della banda avevano deciso di usare Poirot per recuperare i gioielli mancanti.

### Un problema in alto mare
Poirot si trova in vacanza su un'imbarcazione diretta in Egitto insieme ad altri passeggeri. Tra loro c'è un certo Colonnello Clapperton, un ex musicista che, dopo essere stato ferito durante la guerra, era stato curato da una dama dell'alta società. I due si erano poi sposati, ma la donna si era rivelata antipatica ed ipocondriaca, mentre il Colonnello era un uomo molto paziente ed accondiscendente. Due giovani ragazze della barca, Kitty Mooney e Pamela Creegan, prendono in simpatia il colonnello e decidono di "salvarlo" da sua moglie. La barca raggiunge Alessandria e molti della compagnia scendono a terra. La signora Clapperton è l'unica a non voler scendere: urla marito da dietro la porta della cabina di voler essere lasciata sola. Quando tutti risalgono sulla nave, la signora Clapperton non risponde più alla porta, quindi un inserviente la apre su richiesta del Colonnello. La nobildonna viene trovata pugnalata con a fianco alcuni gioielli tipici del luogo. Vengono interrogati diversi venditori di perle, ma Poirot rimane perplesso: la porta della cabina è chiusa a chiave dall'interno, la signora Clapperton non avrebbe mai aperto a uno sconosciuto e i venditori di perle non hanno alcun movente. Quella sera, su richiesta di Poirot, i passeggeri vengono riuniti nel salone. Poirot mostra agli ospiti una bambola appartenente a un ventriloquo che parla e ripete le parole che la signora Clapperton ha rivolto a suo marito da dietro la porta della cabina. Il Colonnello balza in piedi e subito collassa, morendo di infarto. Poirot spiega: la signora Clapperton era già morta quando suo marito, insieme a Poirot, Kitty e Pamela, avevano sentito la voce dalla cabina. Il Colonnello aveva posto un registratore al suo interno, per poi scendere dalla nave con le due ragazze, creandosi un alibi perfetto.

### Come va il vostro giardino?
Il racconto " Come va il vostro giardino? " contiene delle idee che riprese e rielaborate costituiranno, molti anni dopo, le fondamenta del romanzo "Poirot e la strage degli innocenti", del 1969
Poirot riceve una lettera da una donna anziana, la signorina Amelia Barrowby, che vive a Rosebank, a Charman's Green. La donna è molto vaga, ma la lettera incuriosisce Poirot che decide di seguire il caso. Cinque giorni dopo, sul giornale appare un articolo sulla morte di Miss Barrowby. Poirot invia una lettera ai parenti della donna e riceve una risposta da Mary Delafontaine, la nipote, che lo informa che i suoi servizi non sono più necessari. Tuttavia, il detective si reca nella casa dove rimane incantato dal giardino ben curato e decorato da conchiglie. Una volta in casa Poirot incontra una ragazza russa di nome Katrina Reiger, dama di compagnia della defunta, che afferma di essere la beneficiaria dell'eredità di Miss Barrowby. La polizia locale scopre che la signorina Barrowby è morta a causa di un avvelenamento da stricnina. In quanto eredi diretti, i Delafontaines vengono sospettati, insieme a Katrina, che si rivela beneficiaria dell'eredità. La giovane russa viene arrestata dalla polizia e, a conferma del movente, viene trovato un contenitore con della stricnina sotto il suo materasso. Poirot non è convinto della colpevolezza della donna e prosegue le indagini. Il detective si ricorda delle conchiglie di ostriche nel giardino e invia la sua segretaria, dal pescivendolo, che racconta di aver venduto il pesce ai Delafontaines. I parenti della donna le avevano fatto mangiare delle ostriche avvelenate e avevano nascosto i gusci nel giardino. La signora Delafontaine confessa di aver rubato i soldi alla zia per molti anni e di averla uccisa per fare in modo che l'eredità non andasse a Katrina.

## Edizioni italiane
- I primi casi di Poirot, traduzione di Lidia Lax, Prefazione e postfazione di Marco Polillo, Collana Oscar del Giallo n.20, Milano, Arnoldo Mondadori Editore, 1977. - A cura di Alberto Tedeschi, Collana Oscar n.1018, Mondadori, 1979; Collana Oscar Narrativa n.1471 (Oscar Scrittori del Novecento), Mondadori, 1995; Collana Oscar Gialli, Mondadori, 2018, ISBN 978-88-047-0571-0.